# Quantum (Fachzeitschrift)
Quantum ist eine 2016 gegründete elektronische Fachzeitschrift für Quantenwissenschaften und verwandte Felder. Sie ist nicht profitorientiert und publiziert alle Beiträge im Open Access, nachdem sie einen Peer-Review-Prozess durchlaufen haben.

## Profil
Quantum publiziert wissenschaftliche Artikel und Meinungsbeiträge zu Themen der Quantenwissenschaften und verwandter Felder, wie z. B. der Quanteninformationstheorie. Alle Artikel müssen auf dem Preprint-Server arXiv in der Rubrik quant-ph der breiten Öffentlichkeit zugänglich gemacht werden. Beiträge werden nach hoher wissenschaftlicher Qualität ohne Berücksichtigung des möglichen Impacts ausgewählt.
Quantum ist im Directory of Open Access Journals und dem Emerging Sources Citation Index indiziert und wurde von der European Physical Society für den hohen Standard des Peer-Review-Prozesses anerkannt. Seit 2019 wird Quantum auch von Web of Science indiziert. Für 2020 wurde ein Journal Impact Factor von 6.777 ermittelt.
Quantum ist Mitglied im Free Journal Network.

## Weblink
- Offizielle Website